# New South Wales Rugby Union
La New South Wales Rugby Union (NSWRU) est l’entité responsable du rugby à XV dans l’État australien de Nouvelle-Galles du Sud. La NSWRU est représentée dans le Super 14 par les New South Wales Waratahs. La NSWRU organise plusieurs compétitions de clubs, dont le Shute Shield. La New South Wales Suburban Rugby Union et la New South Wales Country Rugby Union sont affiliées à la NSWRU.

## Histoire
La Southern Rugby Union fut fondée en 1874 à l’occasion d’une réunion tenue à l’Oxford Hotel à Sydney. Elle changea son nom plus tard en New South Wales Rugby Union. La première compétition fut organisée cette année-là et les équipes initiales étaient Sydney University, Balmain (aujourd’hui Drummoyne), Newington College et King’s School. En 1882 eu lieu le premier match inter-colonies entre la Nouvelle-Galles-du-Sud et le Queensland. Dans un match qui devint un classique jusqu’à l’avènement du professionnalisme, NSW s’imposa 28 à 4.
Le rugby à XV continua à gagner de l’importance pour devenir le code de football le plus populaire en Nouvelle-Galles-du-Sud, avant que la question du professionnalisme ne conduise au schisme de 1908 et à la création de la New South Wales Rugby League organisant le nouveau rugby à XIII. La NSWRU perdit de nombreux joueurs comme le grand Dally Messenger partis vers le XIII professionnel et ceci perdura jusqu’à ce que le XV devienne à son tour professionnel. Lorsque la Première Guerre mondiale éclata, la NSWRU suspendit ses compétitions pour raisons patriotiques. Cette mise en sommeil donna au tout jeune rugby à XIII un coup de pouce énorme.

## Équipe de l’État de Nouvelle-Galles-du-Sud
Les New South Wales Waratahs sont l’équipe représentant la NSWRU. Ils participent au Super 14 et à l’Australian Provincial Championship.

## Compétitions de clubs
La NSWRU organise les compétitions de clubs dans tout l’État depuis les équipes de jeunes jusqu’aux seniors. Chez les seniors, il y a quatre divisions. 

### Shute Shield
Les 14 meilleurs clubs sont réunis au sein de la première division, appelée First Grade, et se disputent chaque année le Shute Shield. Les meilleurs joueurs du pays sont tous licenciés dans l’un d’entre eux, même s’ils évoluent rarement sous leurs couleurs du fait de leurs engagements avec l’équipe de la province, les Waratahs, en Super 14, et avec l’équipe nationale, les Wallabies. Les équipes qui participent à la First Grade sont : 
- Central Coast Waves
- Eastern Suburbs
- Eastwood
- Gordon
- Illawarriors
- Manly
- Northern Suburbs
- Parramatta
- Penrith
- Randwick
- Southern Districts
- Sydney University
- Warringah
- West Harbour

### Tooheys New Cup
Entre 2002 et 2006, la NSWRU organisa également la Tooheys New Cup afin de combler le trop grand écart de compétitivité entre le rugby de clubs et le Super 12. La Tooheys New Cup a été interrompue en 2006 et remplacée par une autre compétition qui se disputera à l’automne sans les meilleurs joueurs des clubs, qui seront mobilisés par le Australian Rugby Championship. 

## Rugby suburbain (Suburban rugby)
La NSWRU chapeaute aussi la New South Wales Suburban Rugby Union, également surnommée Subbies, qui contrôle 6 000 joueurs et 55 clubs dans les zones périphériques de Sydney.

## Rugby dans les zones rurales (Country rugby)
La New South Wales Country Rugby Union est affiliées à la NSWRU et couvre la majorité des zones rurales de Nouvelle-Galles-du-Sud. L’union est divisée en onze zones et compte 137 clubs et plus de 16 000 joueurs. NSW Country est représenté par les New South Wales Country Cockatoos dans l’Australian Rugby Shield.